# Seznam proboštů a děkanů brněnské kapituly
Toto je seznam hlavních představitelů brněnské kapituly, jimiž byli do roku 1777 probošti, od roku 1777, kdy se kapitula stala katedrální, do roku 2023 děkani, od roku 2023 znovu probošti.

## Probošti brněnské kolegiátní kapituly do roku 1777
- Petr Angelův z Pontecorva (1296 až 1305)
- Jan (1305 až 1314)
- Konrád (1315 až 1317)
- Šebestián (1318 až 1342)
- Hermann z Durynska (1342 až 1357)
- Albert Albertův (1357 až 1363)
- Mikuláš z Kroměříže (1363 až 1377)
- Mikuláš z Veselí (1377 až 1389)
- Ditvín z Vratislavi (1392 až 1403)
- Bartoloměj z Uničova (1403 až 1425)
- Kristián z Hradce Králové (1425 až 1439)
- Jan Polzmacher (1439 až 1453)
- Tas Černohorský z Boskovic (1453 až 1482)
- Mikuláš z Kyjova (1482 až 1485)
- Ladislav z Boskovic (1485 až 1486)
- Valentin Farkaš (1486 až 1490)
- Adam Kemneter (1491 až 1506)
- Augustin Käsenbrot (1507 až 1513)
- Václav z Velhartic (1514 až 1534)
- Melichar Preussner z Těšína (1535 až 1542)
- Mikuláš Chyba z Kovačova (1542 až 1562)
- Vilém Prusinovský z Víckova (1562 až 1565)
- Jan Grodecký z Brodů (1565 až 1572)
- Václav Grodecký z Brodů (1573 až 1574)
- Stanislav Pavlovský z Pavlovic (1574 až 1579)
- Ekard ze Schwoben (1580 až 1587)
- Petr Vlček z Hlučína (1588 až 1590)
- Petr Grodecký z Brodů (1590 až 1597)
- Eliáš Hovora z Vyškova (1598 až 1604)
- Hynek Jindřich Novohradský z Kolovrat (1605 až 1628)
- Filip Bedřich Breuner (1629 až 1644)
- Kašpar Karas z Rhomštejna (1644 až 1646)
- Gerhard Sclessin (1646 až 1652)
- Ondřej Dirre (1652 až 1669)
- Maxmilián Adam hrabě Lichtenštejn-Kastelkorn (1670 až 1708)
- Jan Matěj hrabě Thurn z Valsassiny (1709 až 1746)
- Rudolf hrabě Schrattenbach (1746 až 1751)
- Heřman Hannibal hrabě Blümegen (1. července 1716 – 17. října 1774, proboštem v letech 1751 až 1774)
- Matyáš František hrabě Chorinský z Ledské (1775 až 1777)

Při zřízení brněnské diecéze v roce 1777 byl úřad probošta kapituly a jeho prebenda sloučen s úřadem brněnského biskupa, takže fakticky zanikl. Prvním hodnostářem kapituly byl od té doby až do roku 2023 kapitulní děkan.

## Děkani brněnské stoliční kapituly v letech 1777 až 2023
- Leopold Post (1777 až 1779)
- Antonín hrabě Waffenberg (1780 až 1786)
- Karel Waldstätten (1786 až 1816)
- Václav Urban Stuffler (1816 až 1817)
- František Astl (1817 až 1820)
- Alois Ruprecht (1821 až 1824)
- Alois Partsch (1824)
- Pavel Ferdinand Niering (1825 až 1829)
- Josef Vokřál (1829 až 1859)
- Ondřej Hammermüller (1859 až 1876)
- Ferdinand Panschab (1877 až 1890)
- František Zeibert (1891 až 1901)
- Robert Šuderla (1901 až 1909)
- Jakub Kapusta (1910 až 1920)
- Josef Pospíšil (1922 až 1926)
- Adolf Tenora (1932 až 1943)
- Mons. ThDr. JUDr. Josef Kratochvíl (19. března 1876 – 6. května 1968, kanovníkem od roku 1924, děkanem v letech 1943 až 1968)
- Vladimír Nováček (1968 až 1971)
- Mons. Ludvík Horký (15. září 1913 – 5. ledna 2008, kanovníkem od června 1963, děkanem od 1. února 1972 do 5. ledna 2008)
- Mons. Jiří Mikulášek (2008 až 2023)

Dne 26. 6. 2023 biskup brněnský Mons. Pavel Konzbul schválil nové stanovy kapituly, ve kterých obnovil úřad probošta kapituly.

## Probošti brněnské stoliční kapituly po roce 2023
- Mons. Václav Slouk (od 2023)